# リンク 10
リンク 10（英語: Link 10）は、イギリスのフェランティ社が開発した戦術データ・リンク。アメリカ合衆国のリンク 11と同様の位置付けだが、互換性はない。

## 来歴
1962年から1964年にかけて、フランス・ベルギー・西ドイツは、リンク 11よりもやや簡素な代替策となる戦術データ・リンクを開発しており、リンク 13と称された。1965年にはリンク 13の洋上試験が成功したものの、結局、これは装備化されなかった。
そしてこれを基に、イギリスのフェランティ社が開発したのがリンク 10（ローマ数字表記ではリンク X）であった。また同社では、輸出向けの派生型としてリンク Yを開発し、こちらは後にシグナール社によって製造された。

## 通信規格

### ネットワーク
使用する周波数帯は、リンク 11と同様に短波の抑圧搬送波単側波帯（SSB）通信、あるいは超短波・極超短波の組み合わせとされ、3 kHzの帯域幅を使用する。通信可能距離は150–180 nmi (280–330 km)とされる。
リンク 11がパラレル通信なのに対して、リンク 10はシリアル通信で伝送を行う。標準伝送速度は300－1200 bpsだが、後のリンク 10 Mk.2では伝送速度を4800 bpsに向上させた。ネットワークに参加可能なユニット（Participating unit, PU）数は24程度だが、これも後のバージョンでは30ユニットに増加した。なおリンク 11とは対照的に、通信ネット管制ステーションに相当する役割は存在しない。

### メッセージ
リンク 10のメッセージはリンク 11のもののサブセットにあたる。リンク 11では交戦状況やESM・IFF情報が含まれるのに対し、リンク 10では目標の位置情報のみが共有される。標準メッセージ・フォーマットは2つの24ビット・ワードである。